# 過海隧道巴士680線
過海隧道巴士680線是由九龍巴士及城巴聯合經營的香港過海隧道巴士路線，來往利安及金鐘（東）。
本線於平日繁忙時間另設有多條分支路線，包括680B、680P、680X、980A及980X。
680B線則由富安花園單向開往金鐘，不經大涌橋路及沙田第一城。
680P線屬特快路線，於上午繁忙時間由烏溪沙站單向開往金鐘，不經大涌橋路及沙田第一城。

## 歷史
- 1992年7月6日：680線開辦，成為繼303線後第二條服務馬鞍山的專利過海巴士路線，以及繼690線、303線及307線後新界區第4條東隧常規專利過海巴士路線。本線並非在當年的路線發展計劃中，而是運輸署為舒緩彌敦道沿線地鐵擠迫而要求九巴及中巴開辦的早晨特別服務，當時只提供平日早上由馬鞍山市中心來往上環的服務。並由九巴及中巴聯營，中巴更加開早上由中環至馬鞍山的班次，目的是免得空車入新界，本路線開辦時被當作300系列早晨特別線之一，早上班次還一度減價5角及設有大抽獎促銷。
- 1993年5月24日：改為平日全日服務，兩邊總站分別遷往利安及中環（機利文街），及增設非空調巴士服務。
- 1993年10月25日：總站遷往中環（港澳碼頭）。
- 1994年7月3日：增設假日早上至黃昏服務。
- 1995年3月16日：服務時間延長至晚上，成為馬鞍山及大老山隧道首條全日服務的專利過海巴士路線，亦是繼170線後，沙田區第二條全日服務的專利過海巴士路線。
- 1997年6月28日：再度延長服務時間，從而銜接同日開辦的通宵路線N680，提供每天24小時連接馬鞍山及港島的巴士服務。
- 1998年9月1日：中巴專營權結束，改由九巴及新巴聯營，並與305線（後改組為985線）成為新巴首兩條服務沙田區的日間常規專利巴士路線，以及與該線和691線（已取消）及948線成為新巴首四條服務新界區的日間常規專利巴士路線。
- 2003年10月27日：680線的晨早金鐘特別班次編為680A線，只由新巴獨自營運；同日起由馬鞍山市中心往中環（港澳碼頭）的特別班次獲獨立編號為680P，只由九巴獨自營運。
- 2005年3月25日：為減低中區交通負荷，680、680P線縮短至金鐘（東）巴士總站，而680A亦由金鐘（海富中心）遷往該處，並改以八達通免費轉乘111線往港澳碼頭，同日起新巴加入營運680P線。
- 2007年12月2日：配合兩鐵合併，九巴改稱金鐘地鐵站（東）為金鐘鐵路站（東）。
- 2013年11月11日：開辦680B線，逢星期一至五（公眾假期除外）上午由富安花園開往金鐘（東），只由九巴獨自營運。[1]
- 2014年6月9日：680B線於星期一至五新增07:55班次，該班次由新巴營運。[2]
- 2014年12月29日：680P線總站由馬鞍山市中心延長至烏溪沙站[3]。
- 2016年5月23日：九巴班次增設到站時間預報。[4]
- 2018年9月10日：新巴班次增設實時抵站時間查詢服務。[5]
- 2020年8月2日：680、680A、680B及680P線往金鐘方向取消「力寶中心」站，改停「海富中心」站。[6]。
- 2022年8月29日：680線作以下重組：
  - 680線由頌安開出的特別班次於星期一至五減至2班，星期六的班次減至1班。[7]
  - 680A線取消服務，併入680線。[8]
  - 680B線星期一至五班次減至2班，星期六班次減至1班。[9]
  - 680P線星期一至五班次減至3班，星期六班次減至2班，並取消繞經頌安。[10]
- 2023年7月1日：新巴併入城巴，改由九巴及城巴聯營，680P與680X線及980X線成為城巴首三條服務烏溪沙的日間專利巴士路線。
- 2023年12月18日：680線特別班次延長至由利安邨開出，服務時間改為星期一至五07:30及07:52。[11]
- 2024年6月16日：680線來回方向於馬鞍山路近錦駿苑增設中途站。[12][13]

## 服務時間及班次
680
| 利安開           | 利安開              | 利安開              | 金鐘（東）開     | 金鐘（東）開 | 金鐘（東）開 |  |
| 日期             | 服務時間            | 班次（分鐘）        | 日期             | 服務時間     | 班次（分鐘） |  |
| ---------------- | ------------------- | ------------------- | ---------------- | ------------ | ------------ |  |
| 星期一至五       | 06:10-06:25         | 15                  | 星期一至五       | 06:10-07:30  | 20           |  |
| 星期一至五       | 06:25-07:05         | 10                  | 星期一至五       | 07:40        | 07:40        |  |
| 星期一至五       | 07:05-07:30         | 8/9                 | 星期一至五       | 08:00-08:50  | 25           |  |
| 星期一至五       | 07:41、07:52、08:02 | 07:41、07:52、08:02 | 星期一至五       | 09:10-10:10  | 20           |  |
| 星期一至五       | 08:10-08:50         | 13/14               | 星期一至五       | 10:20-11:30  | 14           |  |
| 星期一至五       | 09:00-10:10         | 14                  | 星期一至五       | 11:50-12:50  | 20           |  |
| 星期一至五       | 10:30-11:30         | 20                  | 星期一至五       | 13:00-14:10  | 14           |  |
| 星期一至五       | 11:40-12:50         | 14                  | 星期一至五       | 14:30-15:30  | 20           |  |
| 星期一至五       | 13:10-14:10         | 20                  | 星期一至五       | 15:40-16:16  | 12           |  |
| 星期一至五       | 14:20-15:30         | 14                  | 星期一至五       | 16:16-16:50  | 8/9          |  |
| 星期一至五       | 15:50-16:50         | 20                  | 星期一至五       | 17:00-18:12  | 12           |  |
| 星期一至五       | 17:00-17:30         | 15                  | 星期一至五       | 18:21-19:35  | 9/10         |  |
| 星期一至五       | 17:30-18:10         | 20                  | 星期一至五       | 19:47        | 19:47        |  |
| 星期一至五       | 18:27-19:35         | 22/23               | 星期一至五       | 19:59-20:55  | 14           |  |
| 星期一至五       | 19:45-20:55         | 14                  | 星期一至五       | 21:05-22:15  | 10           |  |
| 星期一至五       | 21:15-22:15         | 20                  | 星期一至五       | 22:27-23:05  | 12/13        |  |
| 星期一至五       | 22:25               | 22:25               | 星期一至五       | 23:15        | 23:15        |  |
| 星期一至五       | 22:35-23:05         | 15                  | 星期一至五       | 23:25-23:55  | 15           |  |
| 星期一至五       | 23:20、23:40、23:55 |                     | 星期一至五       |              |              |  |
| 星期六           | 06:10-06:55         | 15                  | 星期六           | 06:10        | 06:10        |  |
| 星期六           | 06:55-07:30         | 8/9                 | 星期六           | 06:30-07:30  | 15           |  |
| 星期六           | 07:41、07:54、08:02 | 07:41、07:54、08:02 | 星期六           | 07:40-08:20  | 20           |  |
| 星期六           | 08:14-08:50         | 12                  | 星期六           | 08:20-08:50  | 15           |  |
| 星期六           | 09:00-10:10         | 14                  | 星期六           | 09:06-10:10  | 16           |  |
| 星期六           | 10:23-11:30         | 13/14               | 星期六           | 10:20-11:30  | 14           |  |
| 星期六           | 11:40-12:50         | 14                  | 星期六           | 11:44        | 11:44        |  |
| 星期六           | 13:03-14:10         | 13/14               | 星期六           | 11:59-12:50  | 17           |  |
| 星期六           | 14:20-15:30         | 14                  | 星期六           | 13:00-14:10  | 14           |  |
| 星期六           | 15:43               | 15:43               | 星期六           | 14:23-15:30  | 13/14        |  |
| 星期六           | 15:59-16:50         | 17                  | 星期六           | 15:40-16:28  | 12           |  |
| 星期六           | 17:00-18:12         | 14/15               | 星期六           | 16:28-16:50  | 11           |  |
| 星期六           | 18:28               | 18:28               | 星期六           | 17:00-18:12  | 12           |  |
| 星期六           | 18:44-19:35         | 17                  | 星期六           | 18:21-18:54  | 11           |  |
| 星期六           | 19:45-20:55         | 14                  | 星期六           | 18:54-19:35  | 8/9          |  |
| 星期六           | 21:11-22:15         | 16                  | 星期六           | 19:46-20:55  | 11/12        |  |
| 星期六           | 22:25               | 22:25               | 星期六           | 21:05-22:15  | 10           |  |
| 星期六           | 22:35-23:05         | 15                  | 星期六           | 22:25-23:05  | 10           |  |
| 星期六           | 23:20、23:40、23:55 | 23:20、23:40、23:55 | 星期六           | 23:15        | 23:15        |  |
| 星期六           |                     |                     |                  | 23:25-23:55  | 15           |  |
| 星期日及公眾假期 | 06:10               | 06:10               | 星期日及公眾假期 | 06:10-07:30  | 20           |  |
| 星期日及公眾假期 | 06:30-07:30         | 15                  | 星期日及公眾假期 | 07:40-08:50  | 17/18        |  |
| 星期日及公眾假期 | 07:43-08:50         | 13/14               | 星期日及公眾假期 | 09:06-10:10  | 16           |  |
| 星期日及公眾假期 | 09:00-10:10         | 14                  | 星期日及公眾假期 | 10:20-11:30  | 17/18        |  |
| 星期日及公眾假期 | 10:23-11:30         | 13/14               | 星期日及公眾假期 | 11:46-12:50  | 16           |  |
| 星期日及公眾假期 | 11:40-12:50         | 14                  | 星期日及公眾假期 | 13:00-14:10  | 17/18        |  |
| 星期日及公眾假期 | 13:03-14:10         | 13/14               | 星期日及公眾假期 | 14:26-15:30  | 16           |  |
| 星期日及公眾假期 | 14:20-15:30         | 14                  | 星期日及公眾假期 | 15:40-16:50  | 14           |  |
| 星期日及公眾假期 | 15:46-16:50         | 16                  | 星期日及公眾假期 | 17:04-17:46  | 14           |  |
| 星期日及公眾假期 | 17:00-17:32         | 16                  | 星期日及公眾假期 | 17:46-18:12  | 13           |  |
| 星期日及公眾假期 | 17:32-18:12         | 20                  | 星期日及公眾假期 | 18:22-19:35  | 14/15        |  |
| 星期日及公眾假期 | 18:28               | 18:28               | 星期日及公眾假期 | 19:48-20:55  | 13/14        |  |
| 星期日及公眾假期 | 18:44-19:35         | 17                  | 星期日及公眾假期 | 21:05-22:15  | 11/12        |  |
| 星期日及公眾假期 | 19:45-20:55         | 14                  | 星期日及公眾假期 | 22:27-23:05  | 12/13        |  |
| 星期日及公眾假期 | 21:11-22:15         | 16                  | 星期日及公眾假期 | 23:15        | 23:15        |  |
| 星期日及公眾假期 | 22:25               | 22:25               | 星期日及公眾假期 | 23:25-23:55  | 15           |  |
| 星期日及公眾假期 | 22:35-23:05         | 15                  | 星期日及公眾假期 |              |              |  |
| 星期日及公眾假期 | 23:20、23:40、23:55 |                     | 星期日及公眾假期 |              |              |  |

- 星期一至五07:30及07:52由利安邨開出班次途經頌安巴士總站。

680B
- 馬鞍山（富安花園）開：
  - 星期一至六：07:35、07:55
  - 07:55班次祇限星期一至五服務，為城巴派車

星期日及公眾假期不設服務
680P
- 烏溪沙站開：
  - 星期一至六：07:10、07:25、07:40
  - 07:10班次祇限星期一至五服務，為九巴派車。

星期日及公眾假期不設服務
- 有紅字班次為九巴派車，其餘班次為城巴派車。

## 收費
680(B/P）
全程：$24.4
- 沙田第一城（680）／大老山隧道（680B/680P）往金鐘（東） $20.8
- 東區海底隧道轉車站往金鐘（東）／利安（只適用於680線）：$12.9
- 港運城往金鐘（東）／過大老山隧道後往利安（只適用於680線）：$7.7
- 富安花園往利安：$6.8（只適用於680線）

| - 本線設有12歲以下小童及65歲或以上長者半價優惠。 - 65歲或以上香港居民使用「樂悠咭」，以及12歲以下合資格殘疾兒童使用「殘疾人士身份」個人八達通繳付車資，均可享有每程$2.0或半價（以較低者為準）的票價優惠；12至64歲合資格殘疾人士使用「殘疾人士身份」個人八達通（包括「樂悠咭」），以及60至64歲香港居民使用「樂悠咭」繳付車資，均可享有每程$2.0或全費（以較低者為準）的票價優惠。 - 65歲或以上長者如使用長者或一般個人八達通繳付車資，則只可享有半價優惠；12至64歲合資格殘疾人士如不使用「殘疾人士身份」個人八達通，以及60至64歲人士如不使用「樂悠咭」繳付車資，必須繳付全費。 - 乘客可以現金或八達通於上車時付款，不設找續。 - 每位成人乘客可免費攜帶最多兩名4歲以下而不佔座位的兒童乘客乘車，超額之4歲以下小童必須繳付小童車費乘車。 - 持有「九巴月票」之乘客在車票有效期內，每日可享最多10程任何九龍巴士及龍運巴士路線（包括本路線，合資格車程只適用於九龍巴士／龍運巴士提供的班次；惟乘搭機場「A」及「NA」線則可享原價二七折優惠（不會計算每天10次合資格車程））；而B1線則可每日可享最多2程（不會計算每天10次合資格車程）。 - 九龍巴士、城巴、龍運巴士及陽光巴士全職員工及家屬（不包括外判職員）可免費乘搭本路線（陽光巴士員工及家屬只適用於九龍巴士提供的班次），惟必須拍職員或職員家屬八達通。 - 乘客亦可使用AlipayHK「易乘碼」、支付寶、WeChatHK／微信支付「搭車碼」、銀聯雲閃付「乘車碼」及BOC Pay「乘車碼」、具有感應式支付功能的JCB、卡美國運通、大來國際、Discover Card（只適用於九龍巴士／龍運巴士提供的班次）、VISA、Mastercard及銀聯卡，以及Apple Pay、Google Pay及Samsung Pay流動支付平台繳付車資。九巴班次的乘客使用上述付款方式，將只可享有與其他九巴路線／聯營路線九巴班次之轉乘優惠；城巴班次的乘客使用上述付款方式，將只可享有與其他城巴獨營路線或聯營線城巴班次之轉乘優惠。乘客亦不能享有「公共交通費用補貼計劃」及「長者及合資格殘疾人士公共交通票價優惠計劃」。 |

### 八達通轉乘優惠
乘客登上本線後150分鐘內以同一張八達通卡轉乘以下路線，或從以下路線登車後150分鐘內以同一張八達通卡轉乘本線，次程可獲車資折扣優惠：
- 680(B/P)往金鐘 → 111往中環（港澳碼頭），次程車資全免
- 111往坪石 → 680往利安，回贈首程車資

使用八達通卡乘搭此路線往港島方向之乘客，若於登車後150分鐘內在東區海底隧道巴士轉乘站以同一張八達通卡轉乘下列路線往港島，第二程成人票價可減收$5.0，小童／長者票價減收$2.5：
| 東隧轉乘優惠計劃路線列表 | 東隧轉乘優惠計劃路線列表 | 東隧轉乘優惠計劃路線列表 | 東隧轉乘優惠計劃路線列表 |
| 巴士公司                 | 轉乘路線                 | 出發地                   | 目的地                   |
| ------------------------ | ------------------------ | ------------------------ | ------------------------ |
| 城巴、九巴               | 302                      | 慈雲山（北）             | 上環                     |
| 城巴、九巴               | 302A                     | 慈雲山（北）             | 北角（健康村）           |
| 城巴、九巴               | 307                      | 大埔中心                 | 中環碼頭                 |
| 城巴、九巴               | 307A                     | 大埔頭                   | 上環                     |
| 城巴、九巴               | 307P                     | 大埔（汀太路）           | 天后站                   |
| 九巴                     | 373                      | 聯和墟                   | 中環（香港站）           |
| 城巴、九巴               | 601                      | 寶達                     | 金鐘（東）               |
| 城巴、九巴               | 601P                     | 寶達                     | 上環                     |
| 九巴                     | 603                      | 平田                     | 中環碼頭                 |
| 九巴                     | 603A                     | 平田                     | 中環                     |
| 九巴                     | 603S                     | 平田                     | 中環                     |
| 城巴、九巴               | 606                      | 彩雲（豐盛街）           | 小西灣（藍灣半島）       |
| 城巴、九巴               | 606A                     | 彩雲（豐盛街）           | 耀東邨                   |
| 城巴、九巴               | 606X                     | 九龍灣                   | 小西灣（藍灣半島）       |
| 城巴                     | 608                      | 九龍城（盛德街）         | 筲箕灣                   |
| 九巴                     | 613                      | 安泰（西）               | 筲箕灣                   |
| 九巴                     | 613A                     | 安泰（西）               | 杏花邨                   |
| 城巴、九巴               | 619                      | 順利                     | 中環（港澳碼頭）         |
| 城巴、九巴               | 619P                     | 順利                     | 中環（港澳碼頭）         |
| 城巴、九巴               | 641                      | 啟業                     | 中環（港澳碼頭）         |
| 城巴、九巴               | 671                      | 鑽石山站                 | 鴨脷洲（利樂街）         |
| 九巴                     | 673                      | 上水                     | 中環（香港站）           |
| 九巴                     | 673A                     | 上水                     | 中環（林士街）           |
| 九巴                     | 673P                     | 上水                     | 中環（林士街）           |
| 城巴、九巴               | 678                      | 上水                     | 銅鑼灣（東院道）         |
| 城巴、九巴               | 680                      | 利安                     | 金鐘（東）               |
| 城巴、九巴               | 680B                     | 富安花園                 | 金鐘（東）               |
| 城巴、九巴               | 680P                     | 烏溪沙站                 | 金鐘（東）               |
| 城巴、九巴               | 680X                     | 烏溪沙站                 | 中環（港澳碼頭）         |
| 城巴、九巴               | 681                      | 馬鞍山市中心             | 中環（香港站）           |
| 城巴、九巴               | 681P                     | 耀安                     | 上環                     |
| 城巴                     | 682                      | 烏溪沙站                 | 柴灣（東）               |
| 城巴                     | 682A                     | 馬鞍山市中心             | 柴灣（東）               |
| 城巴                     | 682B                     | 沙田（水泉澳邨）         | 柴灣（東）               |
| 城巴                     | 682P                     | 烏溪沙站                 | 柴灣（東）               |
| 城巴、九巴               | 690                      | 康盛花園                 | 中環（交易廣場）         |
| 城巴、九巴               | 690P                     | 康盛花園                 | 中環（交易廣場）         |
| 城巴                     | 694                      | 調景嶺站                 | 小西灣邨                 |

## 使用車輛
九巴全新訂購的歐盟5型環保引擎的富豪B9TL低地台雙層空調巴士，於2010年7月31日起成為本路線字軌，為沙田區首批引入該款巴士的九巴路線之一（同日另有87D及281A），更是九巴在沙田區首條引入歐盟5型環保巴士的過海隧道巴士線。2010年9月4日起再引入3輛同款巴士，取代三輛富豪超級奧林比安巴士。2011年12月28日起再引入2輛同款巴士。2012年1月，1部設有多個閉路電視鏡頭富豪B9TL（AVBWU121／PX1134）被調離本線及沙田車廠，由AVBWU228／RE2162取代。2012年5月21日起再引入3部富豪B9TL：AVBWU270／RJ7114、AVBWU273／RJ7308及AVBWU275／RJ7502。 
九巴使用14輛富豪B9TL 12米（AVBWU）、2輛亞歷山大丹尼士Enviro 500 MMC（1輛12米ATENU及1輛12.8米3ATENU）及1輛富豪B8L 12.8米（V6X）雙層空調巴士，均屬沙田車廠。
| 車隊編號  | 車牌   |
| --------- | ------ |
| AVBWU53   | PS9267 |
| AVBWU93   | PV9290 |
| AVBWU107  | PW3593 |
| AVBWU228  | RE2162 |
| ATENU108  | SF8760 |
| AVBWU458  | UM4552 |
| AVBWU459  | UM5738 |
| AVBWU464  | UN1821 |
| AVBWU465  | UN2043 |
| AVBWU472  | UN5648 |
| AVBWU474  | UP6769 |
| AVBWU572  | UW9535 |
| AVBWU584  | UX3968 |
| AVBWU620  | UY6847 |
| AVBWU664  | VB 680 |
| AVBWU767  | VG6872 |
| 3ATENU170 | VN4991 |

城巴方面共派出10輛雙層巴士，主要為：亞歷山大丹尼士Enviro 400 10.5米（38XX）、亞歷山大丹尼士Enviro 500（11.3米40XX、12米55XX）、亞歷山大丹尼士Enviro 500 MMC（11.3米40XX、12米55XX-58XX、12.8米61XX-62XX）、富豪B9TL（11.3米45XX、12米52XX）及富豪B8L 12米（523X）。

## 行車路線
680
利安開經：利安邨通道、錦英路、馬鞍山路、西沙路、馬鞍山市中心公共運輸交匯處、西沙路、頌安邨通道、恒康街、馬鞍山路、西沙路、恒德街、亞公角街、石門交匯處、大涌橋路、小瀝源路、大老山隧道、觀塘繞道、鯉魚門道、東區海底隧道、東區走廊、民康街、英皇道、高士威道、禮頓道、摩利臣山道、天樂里、軒尼詩道、盧押道、告士打道、夏愨道、紅棉路、金鐘道、添馬街及德立街。
於跑馬地馬場進行賽事期間，抵高士威道後將改經伊榮街、邊寧頓街、怡和街返回軒尼詩道原線，而不經有斜體字之路段。
有粗體字之路段只限星期一至五07:30及07:52開出班次途經。
金鐘（東）開經：樂禮街、金鐘道、軒尼詩道、怡和街、高士威道、英皇道、民康街、東區走廊、東區海底隧道、鯉魚門道、觀塘繞道、大老山隧道、沙田圍路、小瀝源路、大涌橋路、石門交匯處、亞公角街、恒信街、馬鞍山路、恒康街、西沙路、馬鞍山路、錦英路及利安邨通道。
680B
經：恒信街、馬鞍山路、西沙路、恆智街、恆耀街、恆智街、西沙路、大老山公路、大老山隧道、觀塘繞道、鯉魚門道、東區海底隧道、東區走廊、民康街、英皇道、高士威道、禮頓道、摩利臣山道、天樂里、軒尼詩道、盧押道、告士打道、夏愨道、紅棉路、金鐘道、添馬街及德立街。
680P
經：沙安街、西沙路、馬鞍山市中心公共運輸交匯處、西沙路、恒康街、馬鞍山路、西沙路、恒德街、亞公角街、石門交匯處、大老山公路、大老山隧道、觀塘繞道、鯉魚門道、東區海底隧道、東區走廊、民康街、英皇道、高士威道、禮頓道、摩利臣山道、天樂里、軒尼詩道、盧押道、告士打道、夏愨道、紅棉路、金鐘道、添馬街及德立街。

### 沿線車站
680
| 利安開 | 利安開                               | 利安開                     | 金鐘（東）開 | 金鐘（東）開                         | 金鐘（東）開       |
| 序號   | 車站名稱                             | 位置                       | 序號         | 車站名稱                             | 位置               |
| ------ | ------------------------------------ | -------------------------- | ------------ | ------------------------------------ | ------------------ |
| 1      | 利安巴士總站                         | 利安公共運輸交匯處         | 1            | 金鐘站－D出口 （金鐘（東）巴士總站） | 金鐘（東）巴士總站 |
| 2      | 錦英苑                               | 錦英路                     | 2            | 軍器廠街                             | 軒尼詩道           |
| 3      | 新港城                               | 馬鞍山路                   | 3            | 柯布連道                             | 軒尼詩道           |
| 4      | 馬鞍山市中心                         | 馬鞍山市中心公共運輸交匯處 | 4            | 史釗域道                             | 軒尼詩道           |
| ^      | 頌安巴士總站                         | 頌安巴士總站               | 5            | 灣仔消防局                           | 軒尼詩道           |
| 5      | 馬鞍山運動場                         | 恆康街                     | 6            | 百德新街                             | 怡和街             |
| 6      | 耀安邨耀謙樓                         | 恆康街                     | 7            | 維多利亞公園                         | 高士威道           |
| 7      | 錦駿苑                               | 馬鞍山路                   | 8            | 銀幕街                               | 英皇道             |
| 8      | 富安花園                             | 恆德街                     | 9            | 七海商業中心                         | 英皇道             |
| 9      | 亞公角                               | 亞公角街                   | 10           | 電廠街                               | 英皇道             |
| 10     | 沙田醫院                             | 亞公角街                   | 11           | 書局街                               | 英皇道             |
| 11     | 石門轉車站－新界鄉議局大樓（S3）     | 大涌橋路                   | 12           | 港運城                               | 英皇道             |
| 12     | 小瀝源草地滾球場                     | 小瀝源路                   | 13           | 東區海底隧道轉車站（L2）             | 東區海底隧道       |
| 13     | 小瀝源路遊樂場                       | 小瀝源路                   | 14           | 大老山隧道（B2）                     | 大老山公路         |
| 14     | 帝逸酒店（歷奇遊樂場）               | 小瀝源路                   | 15           | 帝逸酒店（源康街）                   | 小瀝源路           |
| 15     | 大老山隧道（A1）                     | 大老山公路                 | 16           | 第一城寶城街 （沙田第一城第27座）    | 小瀝源路           |
| 16     | 東區海底隧道轉車站（K1）             | 東區海底隧道               | 17           | 石門轉車站－濱景花園（N2）           | 大涌橋路           |
| 17     | 港運城                               | 英皇道                     | 18           | 沙田醫院                             | 亞公角街           |
| 18     | 美麗閣                               | 英皇道                     | 19           | 亞公角                               | 亞公角街           |
| 19     | 炮台山站                             | 英皇道                     | 20           | 富安花園                             | 恆信街             |
| 20     | 清風街                               | 英皇道                     | 21           | 錦駿苑                               | 馬鞍山路           |
| 21     | 香港中央圖書館                       | 高士威道                   | 22           | 耀安邨                               | 恆康街             |
| 22     | 加路連山道                           | 禮頓道                     | 23           | 馬鞍山運動場                         | 恆康街             |
| 23     | 禮頓中心                             | 禮頓道                     | 24           | 福安花園                             | 西沙路             |
| 24     | 北海中心                             | 軒尼詩道                   | 25           | 海栢花園                             | 西沙路             |
| 25     | 軒尼詩道官立小學                     | 軒尼詩道                   | 26           | 馬鞍山警署                           | 馬鞍山路           |
| 26     | 菲林明道                             | 軒尼詩道                   | 27           | 錦英苑                               | 錦英路             |
| 27     | 盧押道                               | 盧押道                     | 28           | 利安巴士總站                         | 利安公共運輸交匯處 |
| 28     | 金鐘站－海富中心                     | 夏愨道                     |              |                                      |                    |
| 29     | 金鐘站－D出口 （金鐘（東）巴士總站） | 金鐘（東）巴士總站         |              |                                      |                    |

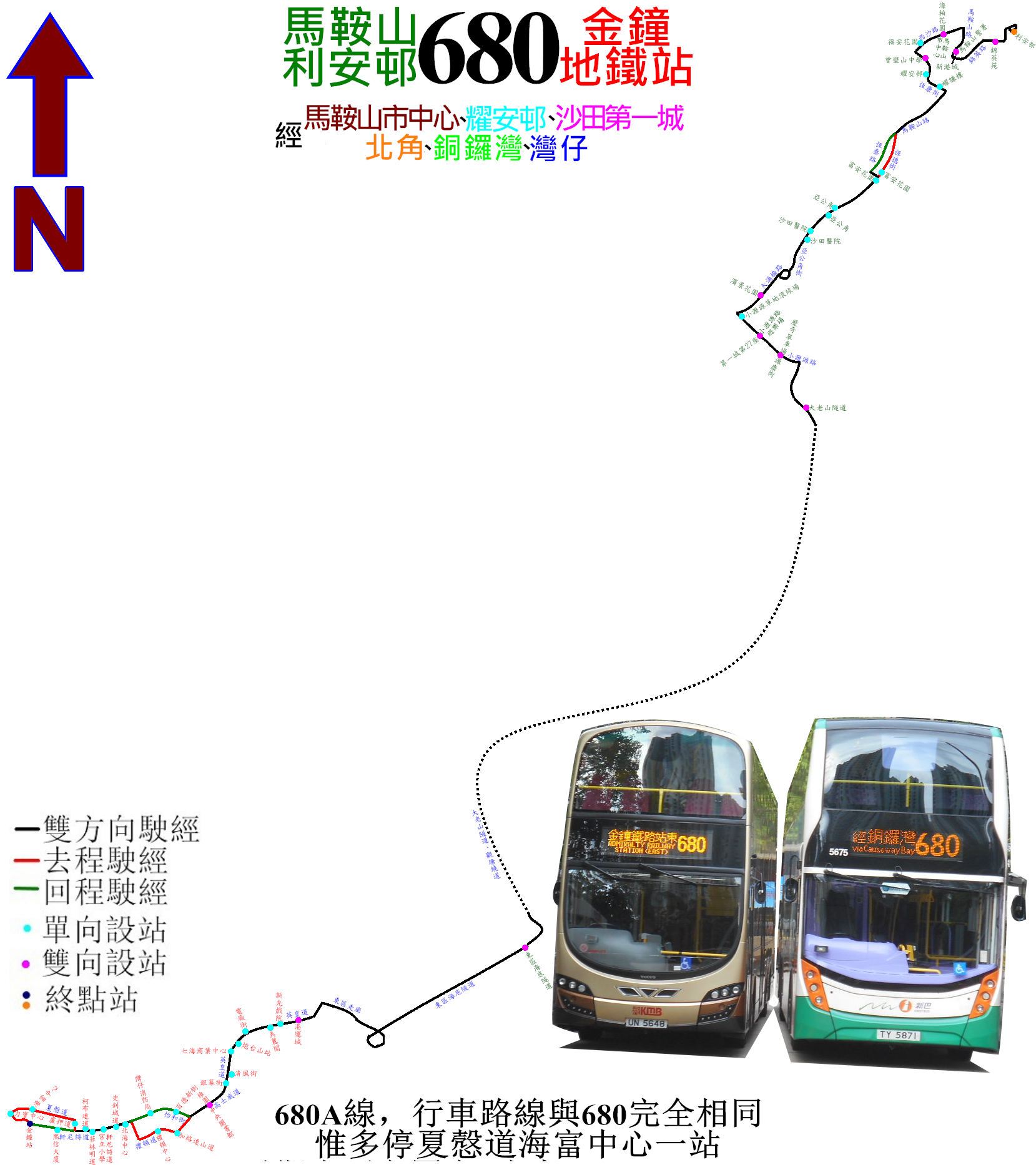
此線及680A線的走線資訊，當中海富中心的分站只有680A才會停靠

- 有 ^ 號之車站只限星期一至五07:30及07:52由利安邨開出班次途經。

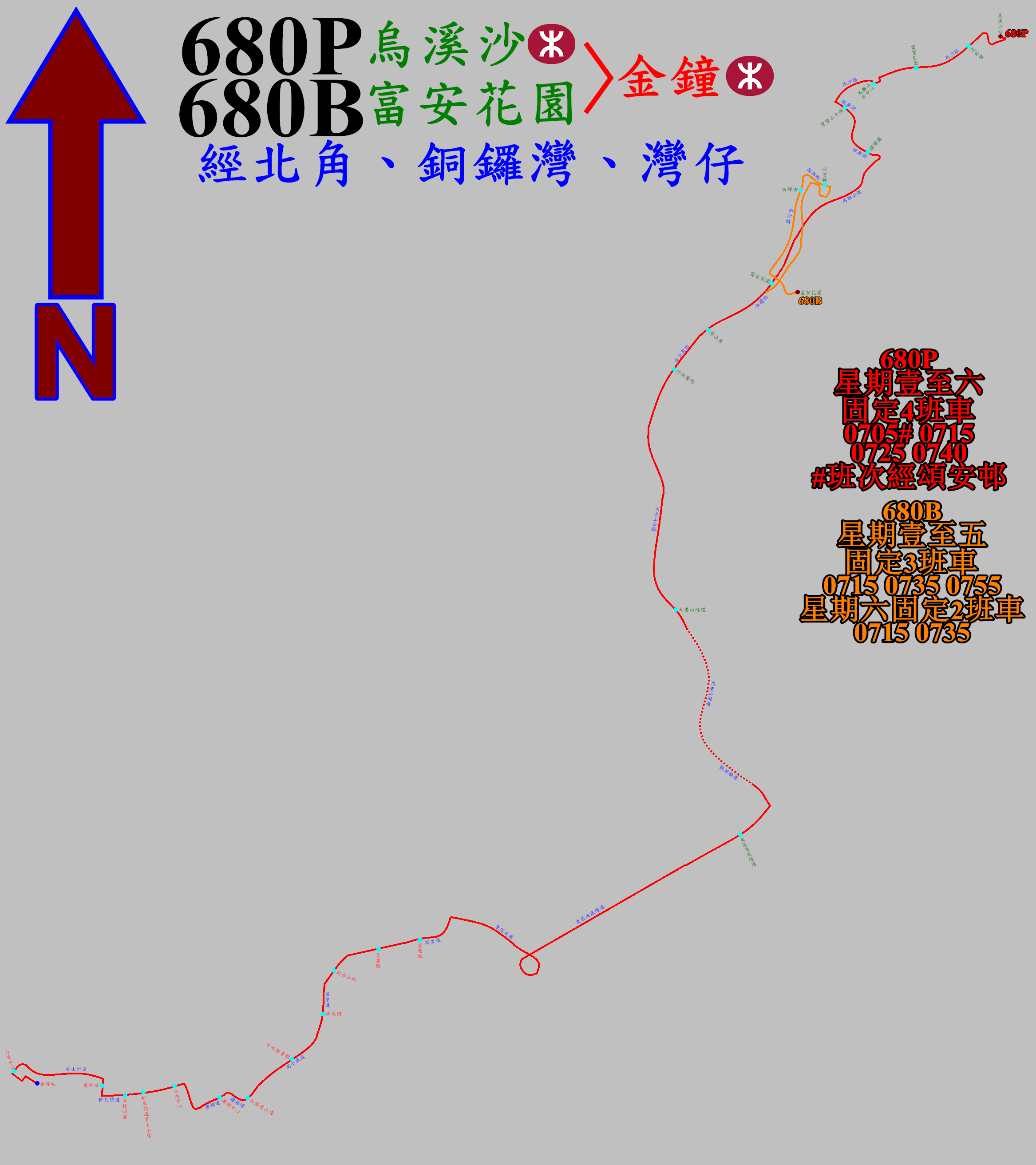
680B線及680P線的走線圖，當中橙線表示680B線的開端走線

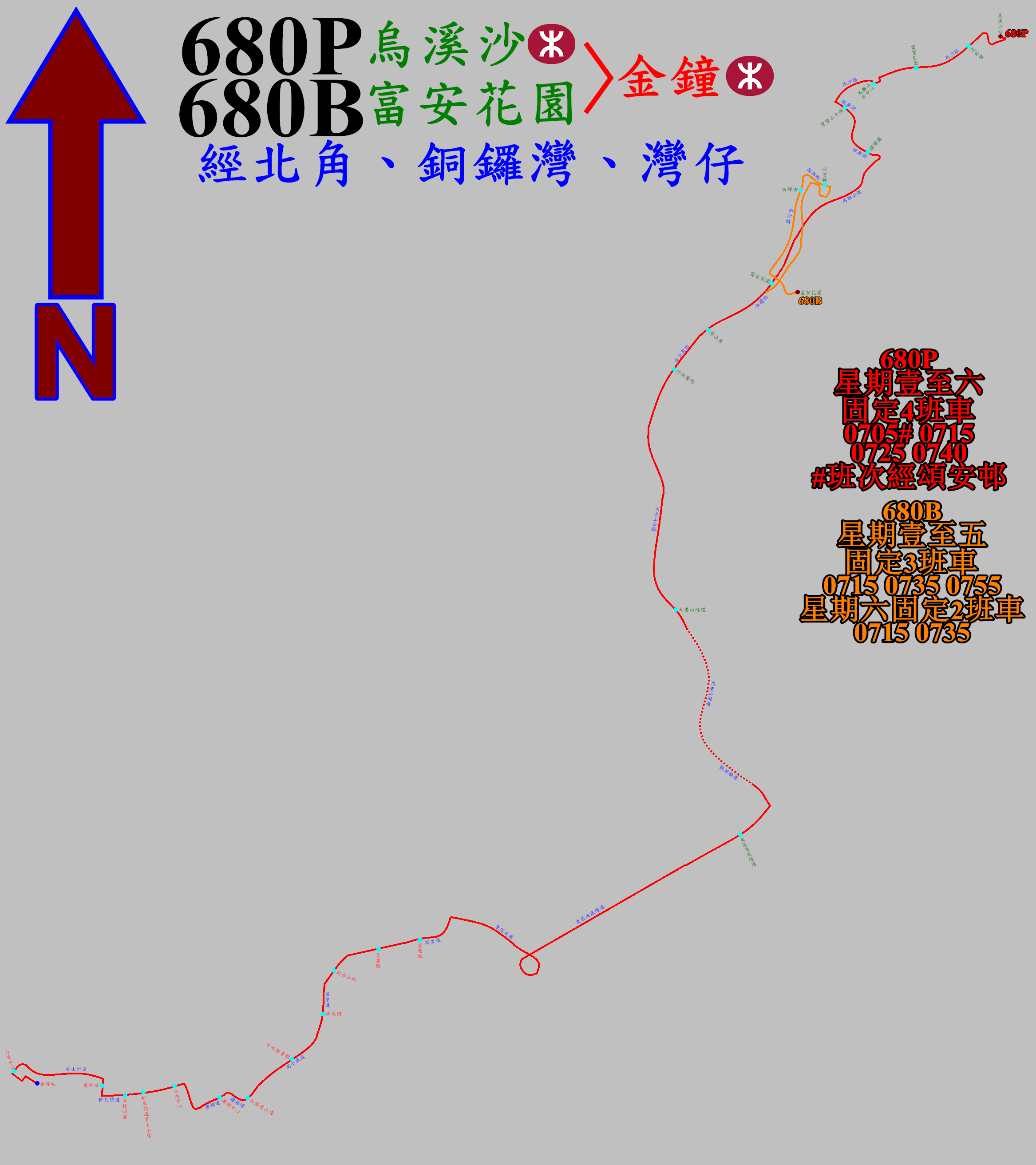
680B線及680P線的走線圖，當中橙線表示680P並不途經

680B
| 1                     | 富安花園巴士總站                     | 富安花園巴士總站   |
| 2                     | 恆輝街                               | 西沙路             |
| 3                     | 欣安邨                               | 恆輝街             |
| 大老山公路            |                                      |                    |
| 4                     | 大老山隧道（A1）                     | 大老山公路         |
| 大老山隧道、觀塘繞道  |                                      |                    |
| 5                     | 東區海底隧道轉車站（K1）             | 東區海底隧道       |
| 東區海底隧道;東區走廊 |                                      |                    |
| 6                     | 港運城                               | 英皇道             |
| 7                     | 美麗閣                               | 英皇道             |
| 8                     | 炮台山站                             | 英皇道             |
| 9                     | 清風街                               | 英皇道             |
| 10                    | 香港中央圖書館                       | 高士威道           |
| 11                    | 加路連山道                           | 禮頓道             |
| 12                    | 禮頓中心                             | 禮頓道             |
| 13                    | 北海中心                             | 軒尼詩道           |
| 14                    | 軒尼詩道官立小學                     | 軒尼詩道           |
| 15                    | 菲林明道                             | 軒尼詩道           |
| 16                    | 盧押道                               | 盧押道             |
| 17                    | 金鐘站－海富中心                     | 夏愨道             |
| 18                    | 金鐘站－D出口 （金鐘（東）巴士總站） | 金鐘（東）巴士總站 |

680P
| 1                     | 烏溪沙站                             | 烏溪沙站公共運輸交匯處     |
| 2                     | 利安邨                               | 西沙路                     |
| 3                     | 富寶花園                             | 西沙路                     |
| 4                     | 馬鞍山市中心                         | 馬鞍山市中心公共運輸交匯處 |
| 5                     | 馬鞍山運動場                         | 恆康街                     |
| 6                     | 耀安邨耀謙樓                         | 恆康街                     |
| 7                     | 富安花園                             | 恆德街                     |
| 8                     | 亞公角                               | 亞公角街                   |
| 9                     | 沙田醫院                             | 亞公角街                   |
| 大老山公路            |                                      |                            |
| 10                    | 大老山隧道（A1）                     | 大老山公路                 |
| 大老山隧道、觀塘繞道  |                                      |                            |
| 11                    | 東區海底隧道轉車站（K1）             | 東區海底隧道               |
| 東區海底隧道;東區走廊 |                                      |                            |
| 12                    | 港運城                               | 英皇道                     |
| 13                    | 美麗閣                               | 英皇道                     |
| 14                    | 炮台山站                             | 英皇道                     |
| 15                    | 清風街                               | 英皇道                     |
| 16                    | 香港中央圖書館                       | 高士威道                   |
| 17                    | 加路連山道                           | 禮頓道                     |
| 18                    | 禮頓中心                             | 禮頓道                     |
| 19                    | 北海中心                             | 軒尼詩道                   |
| 20                    | 軒尼詩道官立小學                     | 軒尼詩道                   |
| 21                    | 菲林明道                             | 軒尼詩道                   |
| 22                    | 盧押道                               | 盧押道                     |
| 23                    | 金鐘站－海富中心                     | 夏愨道                     |
| 24                    | 金鐘站－D出口 （金鐘（東）巴士總站） | 金鐘（東）巴士總站         |

## 客量
680線是馬鞍山首條全日專利過海巴士路線，由於本線在港島北岸沿電車路行走，在港島區的行車時間相對較長，1995年681線開辦後，以其特快的路線及全空調服務的優勢，令不少來往馬鞍山市中心至灣仔、金鐘及中環的乘客開始流失至該線。即使有乘客流失至該線，加上馬鐵(今屯馬綫一部份)及東鐵綫過海段相繼通車，但是本線能服務濱景花園、亞公角等遠離鐵路的地區，加上直達港島較多人的地區如銅鑼灣、北角、天后等地方而該線未能覆蓋，故有一定客量支持。
至於680X因原本提供馬鞍山來往中環特快的角色被980X取代後，對該線造成不少打擊，加上東隧及大老山隧道繁忙時間的塞車情況嚴重，縱使仍以直接服務往來灣仔區上班的馬鞍山居民，但該線客量也早已不復最初的時候。現時僅以往返馬鞍山及灣仔、銅鑼灣的乘客為主，班次不斷被削減至取道較暢通及快捷的西隧路線980X。

### 引用
1. ↑  九巴開辦680B線 （页面存档备份，存于）［新聞稿］，2013年11月8日。
2. ↑  新巴新聞稿：〈新巴680B號線加強服務〉，2014年6月4日。
3. ↑  .   [2014-12-23]. （原始内容存档于2020-11-07）.
4. ↑  .   [2021-11-03]. （原始内容存档于2021-11-05）.
5. ↑  實時抵站時間查詢服務由即日起全面覆蓋新巴城巴300多條專營路線 （页面存档备份，存于）［新聞稿］，2018年9月10日。
6. ↑   (PDF).   [2020-07-27]. （原始内容 (PDF)存档于2020-07-23）.
7. ↑   (PDF).   [2022-08-26]. （原始内容存档 (PDF)于2022-12-08）.
8. ↑   (PDF).   [2022-08-26]. （原始内容存档 (PDF)于2022-08-26）.
9. ↑   (PDF).   [2022-08-26]. （原始内容存档 (PDF)于2022-08-26）.
10. ↑   (PDF).   [2022-08-26]. （原始内容存档 (PDF)于2022-08-26）.
11. ↑  .   [2023-12-08]. （原始内容存档于2023-12-08）. （页面存档备份，存于）
12. ↑  . 運輸署. 2024-06-06  [2024-06-07]. （原始内容存档于2024-06-06） （中文（香港））.
13. ↑  . 九龍巴士（一九三三）有限公司. 2024-06-06  [2024-06-07]. （原始内容存档于2024-06-11） （中文（香港））.
14. ↑  於跑馬地賽馬期間，將改停「怡和街」巴士站
15. ↑  於跑馬地賽馬期間，將改停軒尼詩道「堅拿道東」巴士站
16. ↑  980X回程不服務灣仔

### 書籍
- 容偉釗. . BSI出版.

## 外部連結
九巴
- 過海隧道巴士680線 （页面存档备份，存于）
- 過海隧道巴士680A線 （页面存档备份，存于）
- 過海隧道巴士680B線 （页面存档备份，存于）
- 過海隧道巴士680P線 （页面存档备份，存于）

城巴
- 過海隧道巴士680線 （页面存档备份，存于）
- 過海隧道巴士680A線 （页面存档备份，存于）
- 過海隧道巴士680B線 （页面存档备份，存于）
- 過海隧道巴士680P線 （页面存档备份，存于）
- 過海隧道巴士680/680A線路線圖 （页面存档备份，存于）
- 過海隧道巴士680P線路線圖 （页面存档备份，存于）
- 過海隧道巴士680B線路線圖 （页面存档备份，存于）
- 過海隧道巴士680線詳細時間表 （页面存档备份，存于）

其他
- i-busnet.com－過海隧道巴士680線 （页面存档备份，存于）
- i-busnet.com－過海隧道巴士680A線 （页面存档备份，存于）
- i-busnet.com－過海隧道巴士680B線 （页面存档备份，存于）
- i-busnet.com－過海隧道巴士680P線 （页面存档备份，存于）
- 681巴士總站－過海隧道巴士680線 （页面存档备份，存于）
- 681巴士總站－過海隧道巴士680A線 （页面存档备份，存于）
- 681巴士總站－過海隧道巴士680B線 （页面存档备份，存于）
- Cross Harbour Route 681巴士總站－過海路線680P （页面存档备份，存于）